# Copa de la Reina de Baloncesto 2018
La Copa de la Reina 2018 corresponde a la 56.ª edición de dicho torneo. Se celebró entre el 19 y 21 de enero de 2018 en Zaragoza.

## Árbitros
Los siguientes árbitros fueron designados por la FEB para dirigir los encuentros de la competición.
- Yasmina Alcaraz Moreno
- Eva Areste Giralt
- Carlos Javier García León
- Joaquín García González
- Iyán González Gálvez
- Asunción Langa de Martín
- Paula Lema Parga
- Germán Morales Ruiz
- Guillermo Ríos Marcos
- David Sánchez Benito

## Equipos clasificados
La fase final la disputaron los seis equipos primeros clasificados al final de la primera vuelta de la liga regular de la Liga Femenina.
| Pos. | Equipo                    | PJ | G  | P | GF  | GC  | DG   | Pts | Clasificación    |
| ---- | ------------------------- | -- | -- | - | --- | --- | ---- | --- | ---------------- |
| 1    | Perfumerías Avenida       | 13 | 12 | 1 | 969 | 707 | +262 | 25  | Semifinales      |
| 2    | Spar CityLift Girona      | 13 | 11 | 2 | 997 | 815 | +182 | 24  | Semifinales      |
| 3    | Star Center–Uni Ferrol    | 13 | 10 | 3 | 927 | 883 | +44  | 23  | Cuartos de final |
| 4    | Mann-Filter (H)           | 13 | 8  | 5 | 947 | 891 | +56  | 21  | Cuartos de final |
| 5    | IDK Gipuzkoa              | 13 | 8  | 5 | 842 | 810 | +32  | 21  | Cuartos de final |
| 6    | Snatt's Femení Sant Adrià | 13 | 8  | 5 | 909 | 915 | −6   | 21  | Cuartos de final |

 Fuente: Liga Femenina

## Cuadro
A continuación se detallan todos los partidos que componen a la edición. Actuó como equipo local el que mejor clasificación haya obtenido al finalizar la primera vuelta de la liga regular.
|  | Cuartos de final          | Cuartos de final          | Cuartos de final     |                      |                      | Semifinales          | Semifinales         | Semifinales         |    |  | Final       | Final       | Final       |  |
|  | 19 de enero               | 19 de enero               | 19 de enero          |                      |                      | 20 de enero          | 20 de enero         | 20 de enero         |    |  | 21 de enero | 21 de enero | 21 de enero |  |
|  |                           |                           |                      |                      |                      |                      |                     |                     |    |  |             |             |             |  |
|  |                           |                           |                      |                      |                      |                      |                     |                     |    |  |             |             |             |  |
|  | Star Center–Uni Ferrol    | Star Center–Uni Ferrol    | 61                   |                      |                      |                      |                     |                     |    |  |             |             |             |  |
|  | Star Center–Uni Ferrol    | Star Center–Uni Ferrol    | 61                   |                      |                      |                      |                     |                     |    |  |             |             |             |  |
|  | IDK Gipuzkoa              | IDK Gipuzkoa              | 79                   |                      |                      |                      |                     |                     |    |  |             |             |             |  |
|  | IDK Gipuzkoa              | IDK Gipuzkoa              | 79                   |                      | Perfumerías Avenida  | Perfumerías Avenida  | 58                  |                     |    |  |             |             |             |  |
|  |                           |                           |                      |                      | Perfumerías Avenida  | Perfumerías Avenida  | 58                  |                     |    |  |             |             |             |  |
|  |                           |                           | IDK Gipuzkoa         | IDK Gipuzkoa         | 48                   |                      |                     |                     |    |  |             |             |             |  |
|  |                           |                           | IDK Gipuzkoa         | IDK Gipuzkoa         | 48                   |                      |                     |                     |    |  |             |             |             |  |
|  |                           |                           |                      |                      |                      |                      |                     |                     |    |  |             |             |             |  |
|  |                           |                           |                      |                      |                      |                      |                     |                     |    |  |             |             |             |  |
|  |                           |                           |                      |                      |                      |                      | Perfumerías Avenida | Perfumerías Avenida | 76 |  |             |             |             |  |
|  |                           |                           |                      |                      |                      |                      |                     |                     | 76 |  |             |             |             |  |
|  |                           |                           | Spar CityLift Girona | Spar CityLift Girona | 62                   |                      |                     |                     |    |  |             |             |             |  |
|  | Snatt's Femení Sant Adrià | Snatt's Femení Sant Adrià | Spar CityLift Girona | Spar CityLift Girona | 62                   | 62                   |                     |                     |    |  |             |             |             |  |
|  | Snatt's Femení Sant Adrià | Snatt's Femení Sant Adrià |                      |                      |                      |                      |                     |                     |    |  |             |             |             |  |
|  | Mann-Filter               | Mann-Filter               | 73                   |                      |                      |                      |                     |                     |    |  |             |             |             |  |
|  | Mann-Filter               | Mann-Filter               | 73                   |                      | Spar CityLift Girona | Spar CityLift Girona | 80                  |                     |    |  |             |             |             |  |
|  |                           |                           |                      |                      | Spar CityLift Girona | Spar CityLift Girona | 80                  |                     |    |  |             |             |             |  |
|  |                           |                           | Mann-Filter          | Mann-Filter          | 60                   |                      |                     |                     |    |  |             |             |             |  |
|  |                           |                           | Mann-Filter          | Mann-Filter          | 60                   |                      |                     |                     |    |  |             |             |             |  |
|  |                           |                           |                      |                      |                      |                      |                     |                     |    |  |             |             |             |  |
|  |                           |                           |                      |                      |                      |                      |                     |                     |    |  |             |             |             |  |
|  |                           |                           |                      |                      |                      |                      |                     |                     |    |  |             |             |             |  |
|  |                           |                           |                      |                      |                      |                      |                     |                     |    |  |             |             |             |  |

### Final
| 21 de enero de 2018 | Spar Citylift Girona                                                                          | 62–76                                 | Perfumerías Avenida                                                              | Zaragoza |  |
| 12:00               | Parciales: 20–20, 17–19, 14–24, 11–13                                                         | Parciales: 20–20, 17–19, 14–24, 11–13 | Parciales: 20–20, 17–19, 14–24, 11–13                                            | |  |
|                     | Estadísticas Angelica Robinson 13 Angelica Robinson 6 Sílvia Domínguez 6 Angelica Robinson 20 | Reporte Pts Reb Asts Val              | Estadísticas 18 Núria Martínez 7 Shante Evans 5 Núria Martínez 13 Núria Martínez | Pabellón: Pabellón Príncipe Felipe Asistencia: 3.000 espectadores Árbitros: Carlos Javier García León, David Sánchez Benito, Yasmina Alcaraz Moreno |  |

| Ganadoras de la Copa de la Reina 2018 |
| ------------------------------------- |
| Perfumerías Avenida 7º título         |